# Rybník Vočert a Lazy
Přírodní památka Rybník Vočert a Lazy byla vyhlášena v roce 2012, nachází se na katastrální území dvou obcí Hvožďany a Pozdyně v okrese Příbram. Chráněné území má rozlohu 22,99 ha a výměra ochranného pásma činí 13,81 ha. Přírodní památka se překrývá se stejnojmennou evropsky významnou lokalitou (číslo CZ0213066), která byla vyhlášena v roce 2004. Lokalita spadá do geomorfologického celku Blatenská pahorkatina.
Hlavním předmětem ochrany je soustava dvou rybníků (Vočert a Lazy) a přilehlé mělké vodní nádrže, kde se hojně vyskytuje kuňka obecná (Bombina bombina). Chráněné jsou tu i další druhy obojživelníků jako čolek horský (Triturus alpestris) a obecný (T. vulgaris), skokan ostronosý (Rana arvalis), krátkonohý (Pelophylax lessonae) a zelený (P. esculentus), blatnice skvrnitá (Palobates fuscus), rosnička zelená (Hyla arborea) a ropucha obecná (Bufo bufo).

## Péče o lokalitu
Lokalita je chráněna kvůli výskytu kuňky obecné, takže cílem je udržení její stabilní a bohaté populace. Z tohoto důvodu je potřeba v rybnících chovat ryby, pečovat o okolní terestrické biotopy - zabránit eutrofizaci a ruderalizaci (epi)litorálních částí a přiměřeně kosením udržovat přilehlé vlhké louky.